# Carlos Saura
Carlos Saura Atarés (ur. 4 stycznia 1932 w Huesca w Aragonii, zm. 10 lutego 2023 w Madrycie) – hiszpański reżyser filmowy, scenarzysta, pisarz i producent filmowy. Brat malarza Antonia Saury.

## Życiorys
Saura jako nastolatek poważnie interesował się fotografią i z powodzeniem ją uprawiał. W 1953 rozpoczął studia w Instytucie Kinematografii (Instituto de Investigaciones y Estudios Cinematográficos) w Madrycie. Ukończył je w 1957, zdobywając dyplom reżysera. Następnie wykładał w Instytucie do 1963, kiedy to zwolniono go z przyczyn politycznych (tworzył filmy będące krytyką reżimu generała Franco, co wpędzało go w nieustanne problemy z cenzurą).

## Twórczość
Pierwsze jego filmy można zaliczyć do nurtu hiszpańskiego neorealizmu, później pozostawał pod wpływem twórczości Luisa Buñuela. Charakterystyczne motywy twórczości filmowej Saury to: śmierć i przemijanie, samotność, wpływ marzeń sennych i wspomnień na rzeczywistość oraz rozpad rodziny, ale również hiszpańska kultura, która przewija się przez jego filmy i jest tłem bądź źródłem wydarzeń. Wiele jego filmów (głównie w tzw. drugim etapie twórczości) obraca się w kręgu tematów związanych z muzyką i tańcem.

## Nagrody
W czasie swej wieloletniej kariery Saura został laureatem bardzo wielu nagród. Otrzymał m.in. dwukrotnie Specjalną Nagrodę Jury w Cannes (w 1973 za Kuzynkę Angelikę oraz w 1976 za Nakarmić kruki), Złotego Niedźwiedzia na Międzynarodowym Festiwalu Filmowym w Berlinie w 1981 za Szybciej, szybciej, dwie statuetki Srebrnego Niedźwiedzia za najlepszą reżyserię: za Polowanie (1966) i Mrożony peppermint (1967). Dwa spośród jego filmów nominowano do Oscara w kategorii najlepszy film nieanglojęzyczny: Mama ma sto lat (1979) i Tango (1998). Film Aj, Carmela! przyniósł Saurze w 1990 dwie nagrody Goya (hiszpańska narodowa nagroda filmowa) za najlepszą reżyserię i najlepszą adaptację filmową. W 1997 Saura otrzymał nagrodę dla najlepszego reżysera na Festiwalu Filmowym w Montrealu za Ptaszka. Za film Carmen otrzymał Nagrodę BAFTA za najlepszy film zagraniczny a na MFF w Cannes Technical Grand Prize oraz Złotą Palmę.

## Życie prywatne
Dwukrotnie żonaty, przez wiele lat pozostawał w nieformalnym związku z aktorką Geraldine Chaplin.

## Filmografia

### Reżyser
- 1956 – Potok Manzanares (El pequeno río Manzanares)
- 1957 – Niedzielne popołudnie (La tarde del domingo)
- 1958 – Cuenca
- 1959 – Los Golfos
- 1964 – Lament dla bandyty (Llanto por un bandido)
- 1966 – Polowanie (La caza)
- 1967 – Mrożony peppermint (Peppermint Frappé)
- 1968 – Stres we troje (Stress-es tres-tres)
- 1969 – Kryjówka (La madriguera)
- 1970 – Ogród rozkoszy (El jardín de las delicias)
- 1973 – Anna i wilki (Ana y los lobos)
- 1974 – Kuzynka Angelica (La prima Angélica)
- 1976 – Nakarmić kruki (Cria cuervos)
- 1977 – Elizo, życie moje (Elisa, vida mía)
- 1978 – Z przewiązanymi oczami (Los ojos vendados)
- 1979 – Mama ma sto lat (Mamá cumple cien años)
- 1981 – Krwawe gody (Bodas de sangre)
- 1981 – Szybciej, szybciej (Deprisa, deprisa)
- 1982 – Antonieta
- 1982 – Słodkie godziny (Dulces horas)
- 1983 – Carmen
- 1984 – Szczudła (Los zancos)
- 1986 – Czarodziejska miłość (El amor brujo)
- 1988 – El Dorado
- 1989 – Ciemna noc (La noche oscura)
- 1990 – Aj, Carmela! (Ay, Carmela!)
- 1992 – Południe (El sur)
- 1992 – Maraton (Marathon)
- 1992 – Sevillanas
- 1993 – Zniewaga (Dispara!)
- 1995 – Flamenco (de Carlos Saura)
- 1996 – Taxi
- 1997 – Ptaszek (Pajarico)
- 1998 – Esa luz!
- 1998 – Tango
- 1999 – Goya (Goya en Burdeos)
- 2001 – Buñuel i stół króla Salomóna (Buñuel y la mesa del rey Salomón)
- 2002 – Salomé
- 2004 – Siódmy dzień (El séptimo día)
- 2005 – Iberia
- 2007 – Fados
- 2009 – Ja, Don Giovanni
- 2010 – Flamenco dziś (Flamenco, flamenco)
- 2021 – El rey de todo el mundo

### Scenarzysta
- 2002 – Salomé
- 2001 – Buñuel i stół króla Salomóna
- 1999 – Goya
- 1998 – Tango
- 1997 – Ptaszek
- 1995 – Flamenco (de Carlos Saura)
- 1993 – Zniewaga
- 1992 – Południe
- 1992 – Sevillanas
- 1990 – Aj, Carmela!
- 1989 – Ciemna noc
- 1988 – El Dorado
- 1986 – Czarodziejska miłość
- 1984 – Szczudła
- 1983 – Carmen
- 1982 – Antonieta
- 1982 – Słodkie godziny
- 1981 – Krwawe gody
- 1981 – Szybciej, szybciej
- 1979 – Mama ma sto lat
- 1978 – Z przewiązanymi oczami
- 1977 – Elizo, życie moje
- 1976 – Nakarmić kruki
- 1974 – Kuzynka Angelica
- 1973 – Anna i wilki
- 1970 – Ogród rozkoszy
- 1969 – Kryjówka
- 1968 – Stres we troje
- 1967 – Mrożony peppermint
- 1966 – Polowanie
- 1965 – Muere una mujer
- 1964 – Lament dla bandyty
- 1959 – Los Golfos
- 1958 – Cuenca
- 1957 – Niedzielne popołudnie
- 1956 – Potok Manzanares

### Producent
- 1976 – Nakarmić kruki
- 1958 – Cuenca